# Itaju
Itaju este un oraș în São Paulo (SP), Brazilia.